# Armeria bigerrensis
Armeria bigerrensis es una especie de planta perteneciente a la familia Plumbaginaceae.

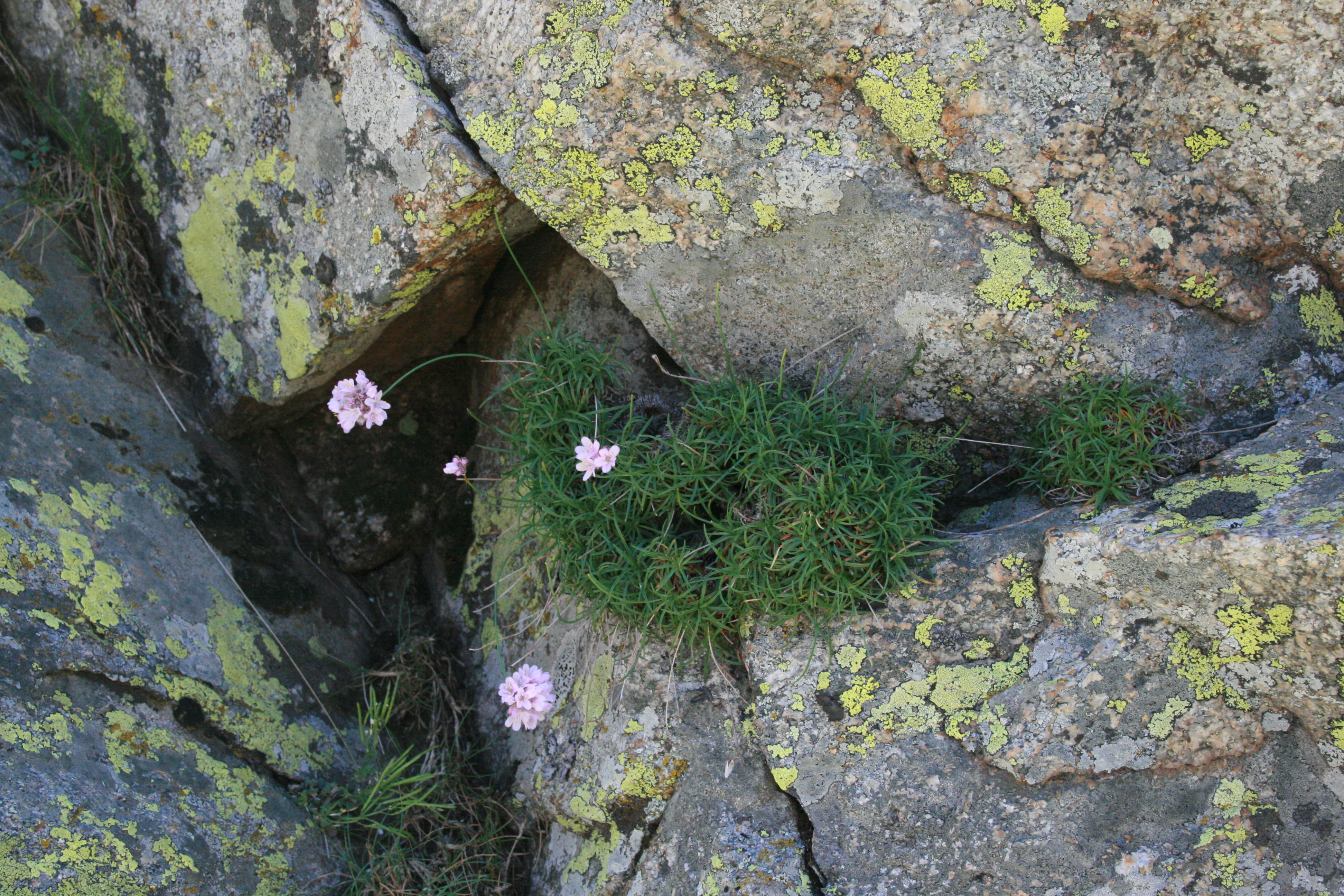
Vista de la planta en su hábitat

## Descripción
Tiene hojas de 0,6-2 mm de anchura, lineares. Escapos de 3-20(22) cm de altura. Brácteas involucrales ocráceo-anaranjadas o cobrizas; las externas, ovado-lanceoladas, lisas o suavemente rugosas; las de la parte media, de anchamente ovadas a obovadas, mucronadas o mucronuladas; las internas, obovadas, con ápice redondeado. Cáliz (4,5)5-6,5(6,8) mm; espolón 0,3-0,7 mm, de 1/4 a 1/3 de la longitud del tubo o, a veces, menor; lóbulos medianamente aristados, de longitud entre 1/4 y 1/5 de la del cáliz. Corola de color que va de rosa intenso a morado.

## Distribución
En la península ibérica.

## Taxonomía
Armeria bigerrensis fue descrita por (Vicioso & Beltrán) Pau ex Rivas Mart. y publicado en Anales del Instituto Botánico A. J. Cavanilles 21: 249. 1963.
Variedades
- Armeria bigerrensis subsp. losae (Bernis) Rivas Mart. & al.
- Armeria bigerrensis subsp. microcephala (Willk.) Nieto Fel.

Sinonimia
- Armeria caespitosa var. bigerrensis Vicioso & Beltrán
- Armeria splendens subsp. bigerrensis (Vicioso & Beltrán) P.Silva[3]

subsp. losae (Bernis) Rivas Mart. & al.
- Armeria maritima f. losae Bernis

subsp. microcephala (Willk.) Nieto Fel.
- Armeria alpina var. microcephala Willk.